# Orgon (Bouches-du-Rhône)
Orgon ist eine französische Gemeinde mit 2662 Einwohnern (1. Januar 2022) im Département Bouches-du-Rhône in der Region Provence-Alpes-Côte d’Azur.

## Geografie
Orgon liegt am linken Ufer der Durance, sechs Kilometer südlich von Cavaillon, 26 Kilometer südöstlich von Avignon und 18 Kilometer östlich von Saint-Rémy-de-Provence an der Bergkette der Alpilles.
Das Gemeindegebiet gehört zum Regionalen Naturpark Alpilles.
Orgon ist die Typuslokalität des Gesteins Urgonien. 

## Bevölkerungsentwicklung
| Jahr      | 1962 | 1968 | 1975 | 1982 | 1990 | 1999 | 2008 | 2018 |
| Einwohner | 1874 | 2049 | 2285 | 2339 | 2453 | 2642 | 3030 | 2892 |

## Kultur und Sehenswürdigkeiten
- Kapelle Notre Dame de Beauregard
- Pfarrkirche Notre Dame de l’Assomption (1325)
- Ruinen des Schlosses des Herzogs von Guise
- Kapellen St-Gervais (15. Jahrhundert), St-Roch und St-Véran
- Häuserfronten aus der Renaissance
- Ehemalige Befestigungsanlagen
- Automuseum
- Heimatmuseum[1]

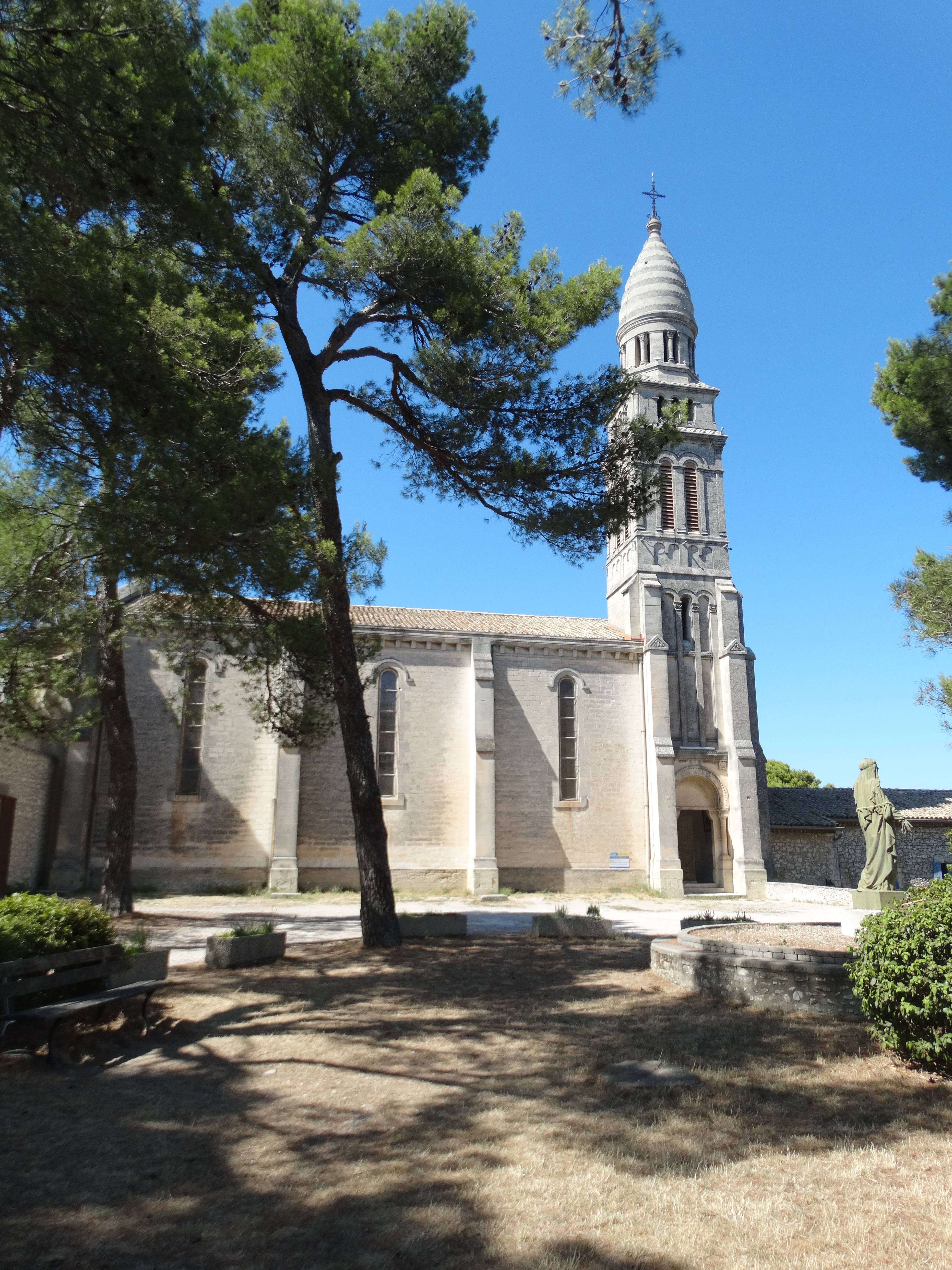
Notre Dame de Beauregard
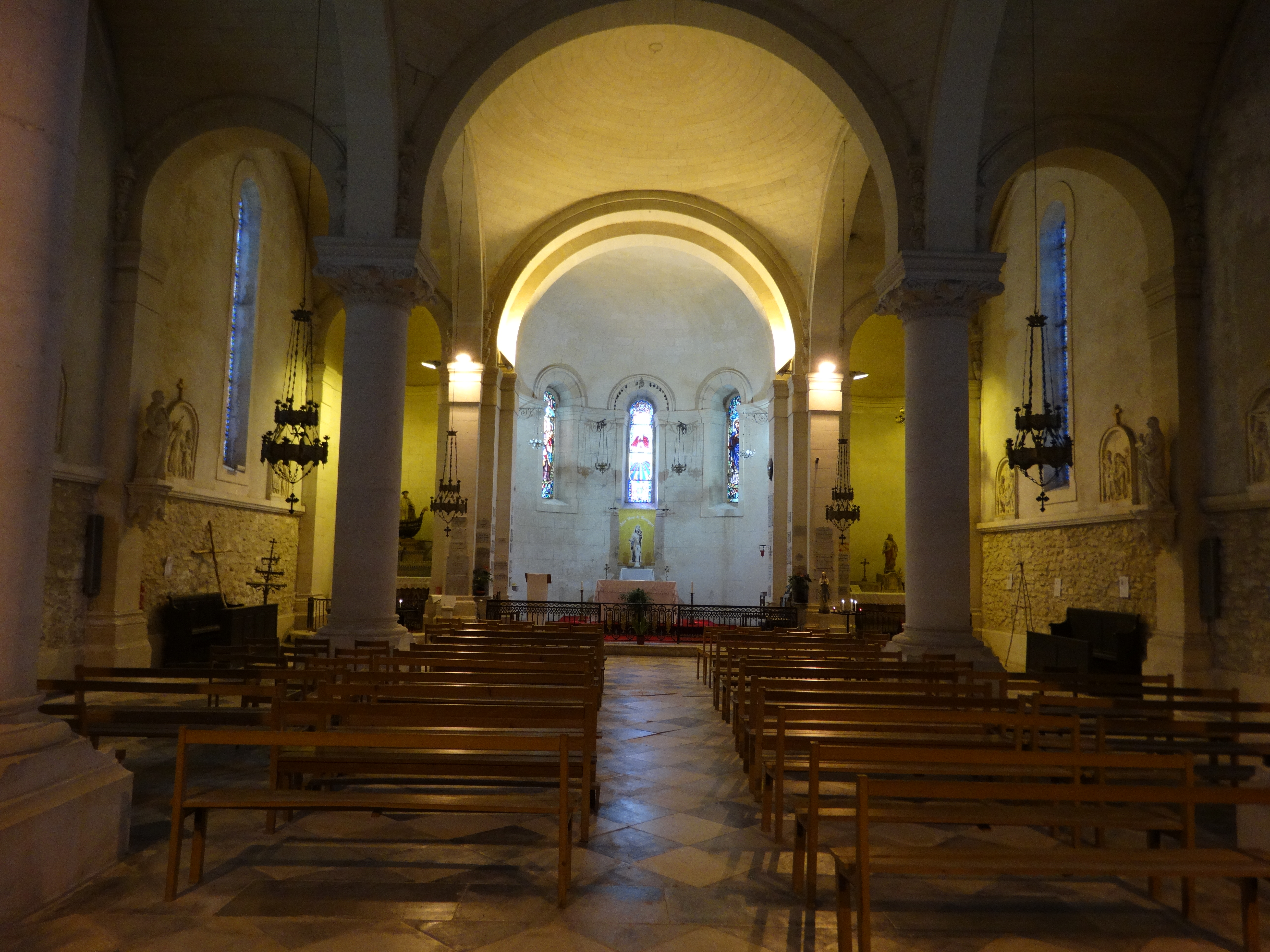
Innenansicht der Kapelle
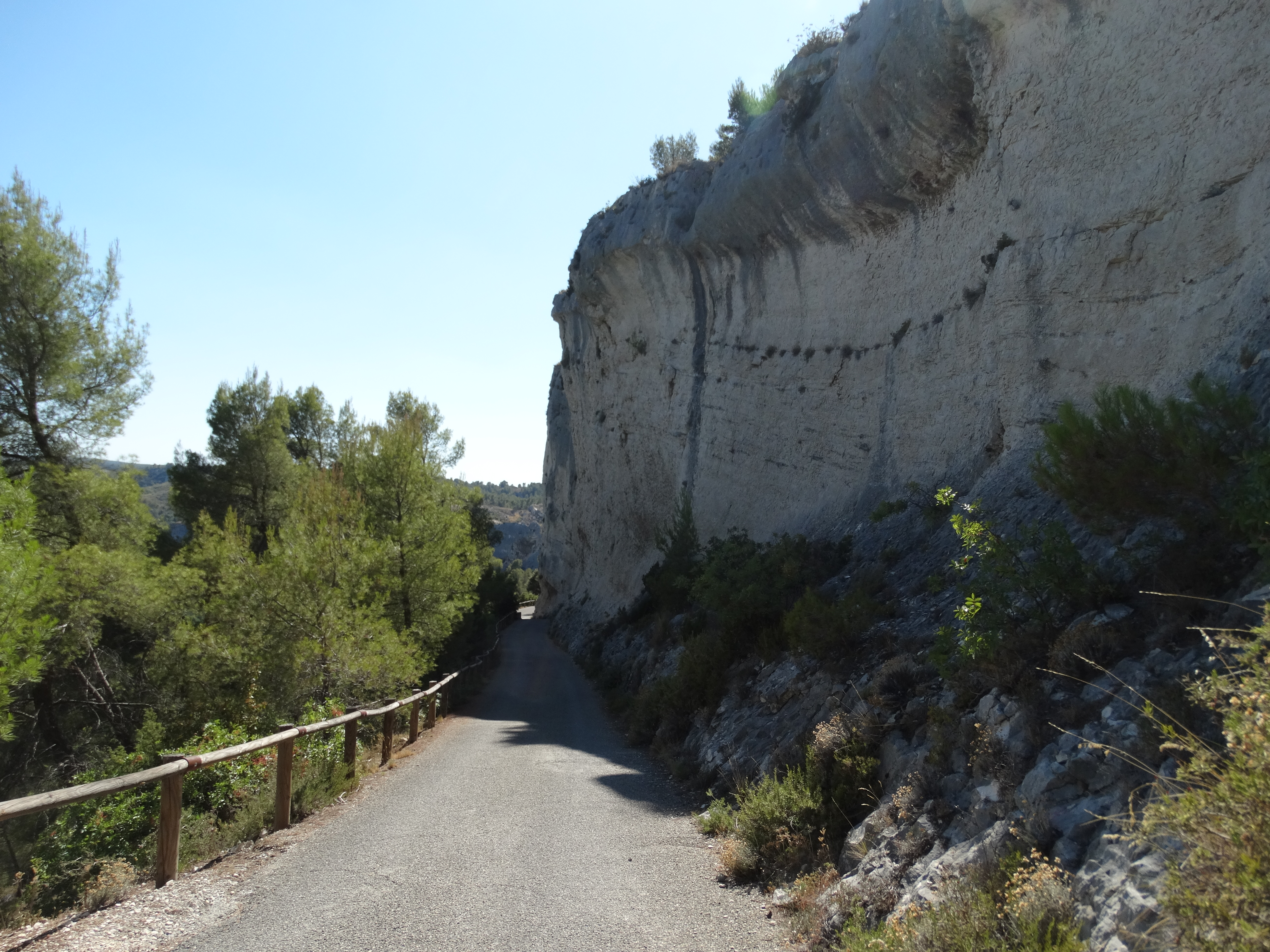
Eine gefährliche, aber malerische Straße zur Kapelle
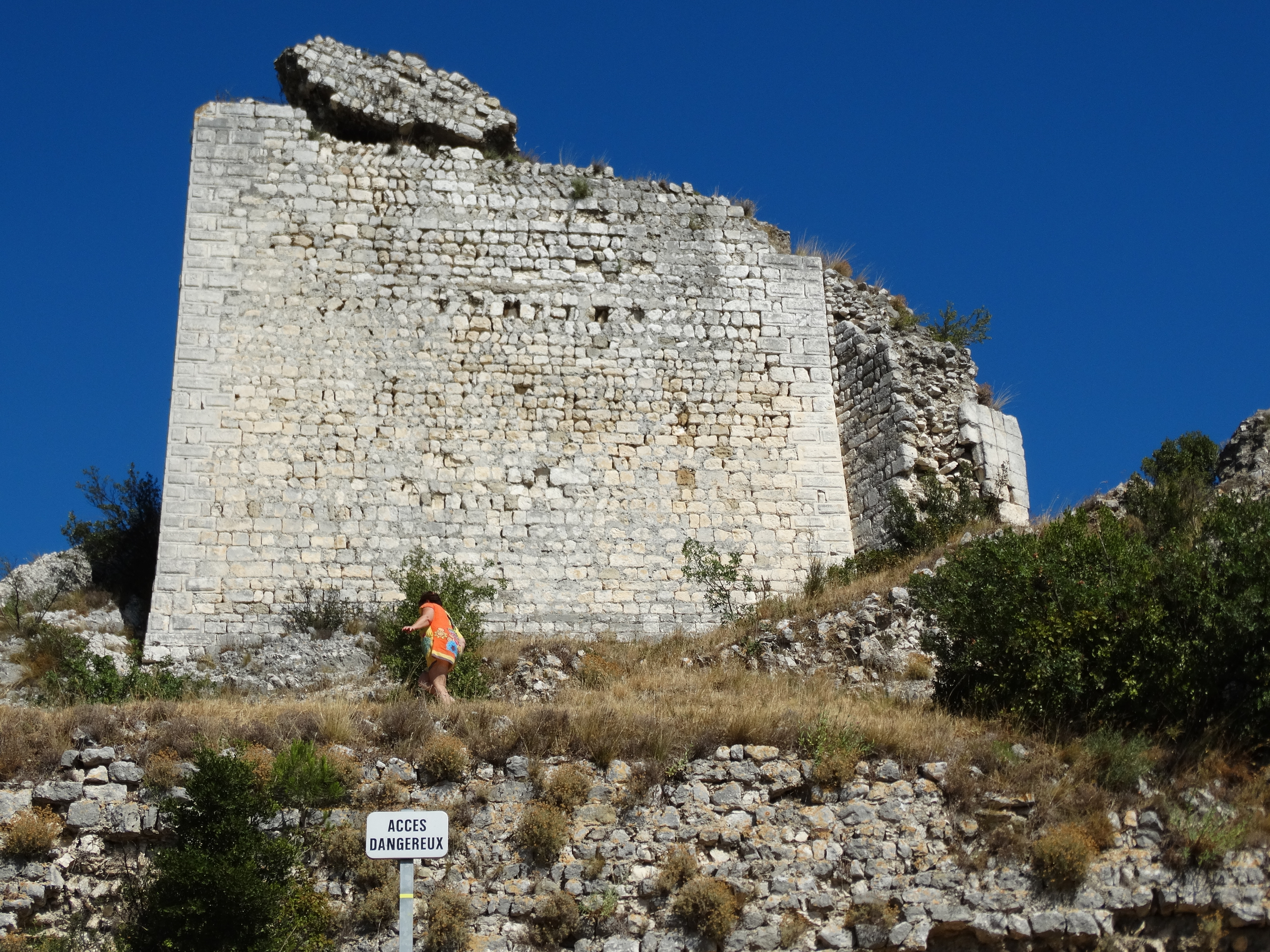
Die Überreste der Festung
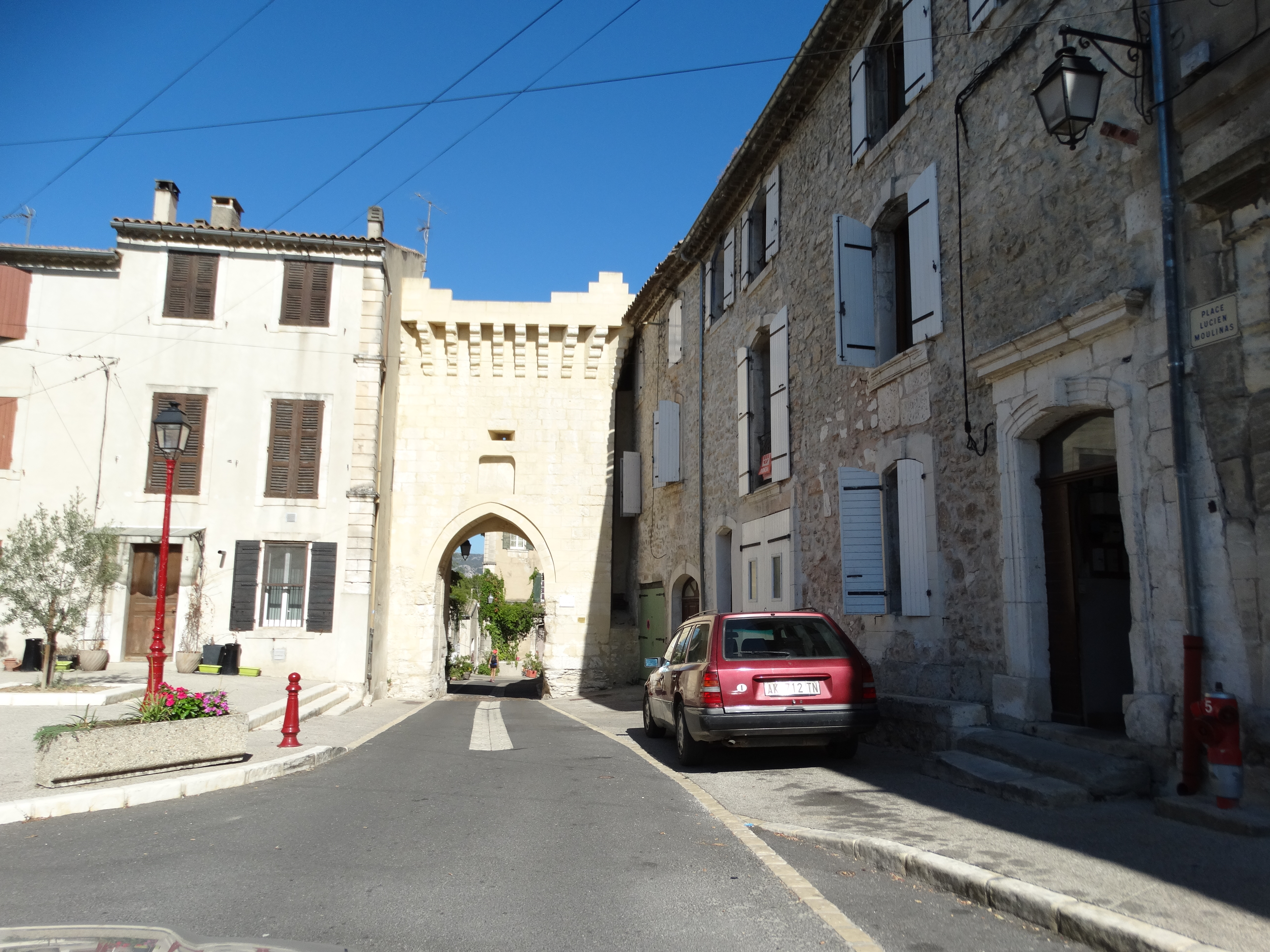
In der Stadt
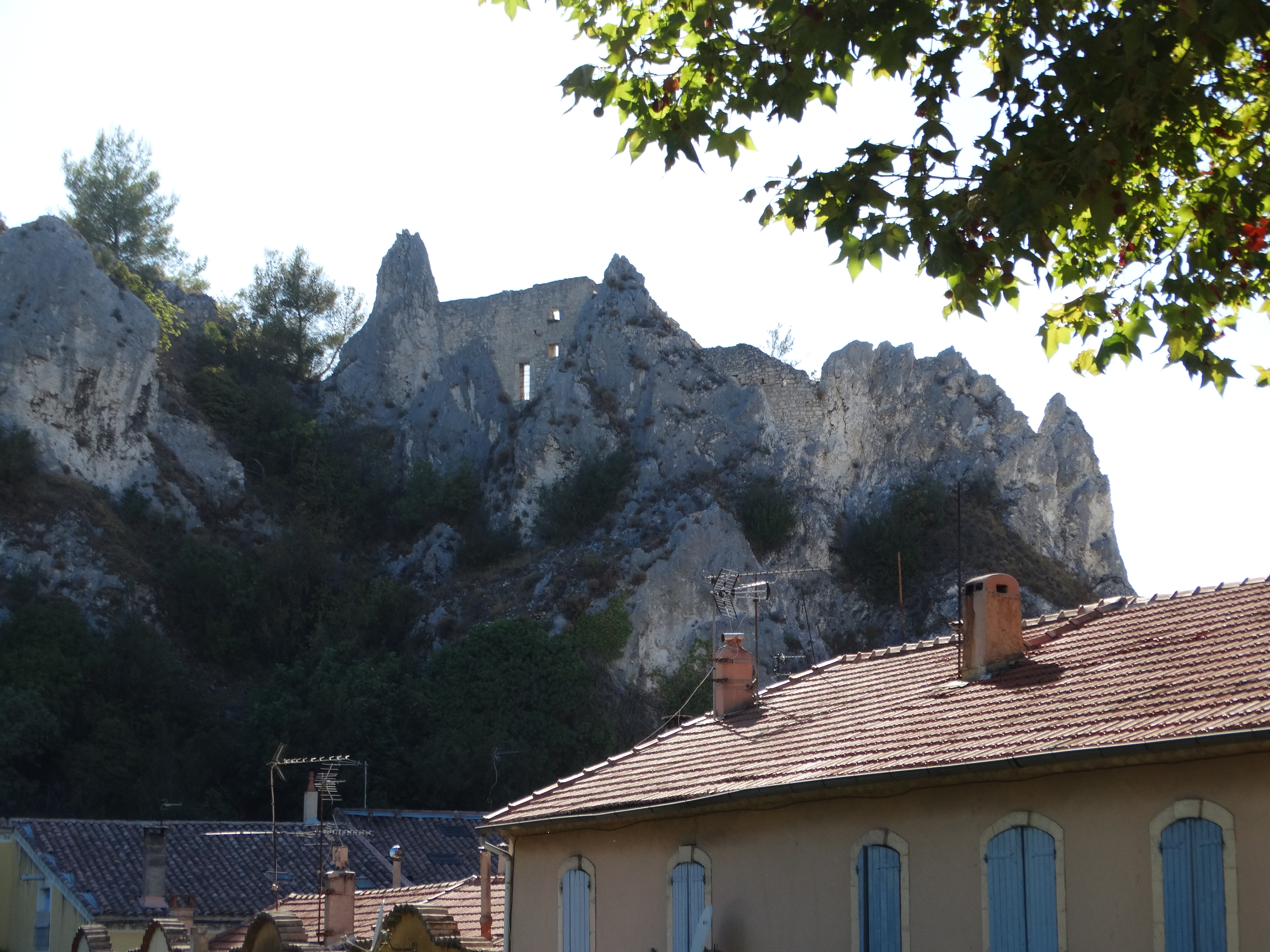
Gesamtansicht der Festung
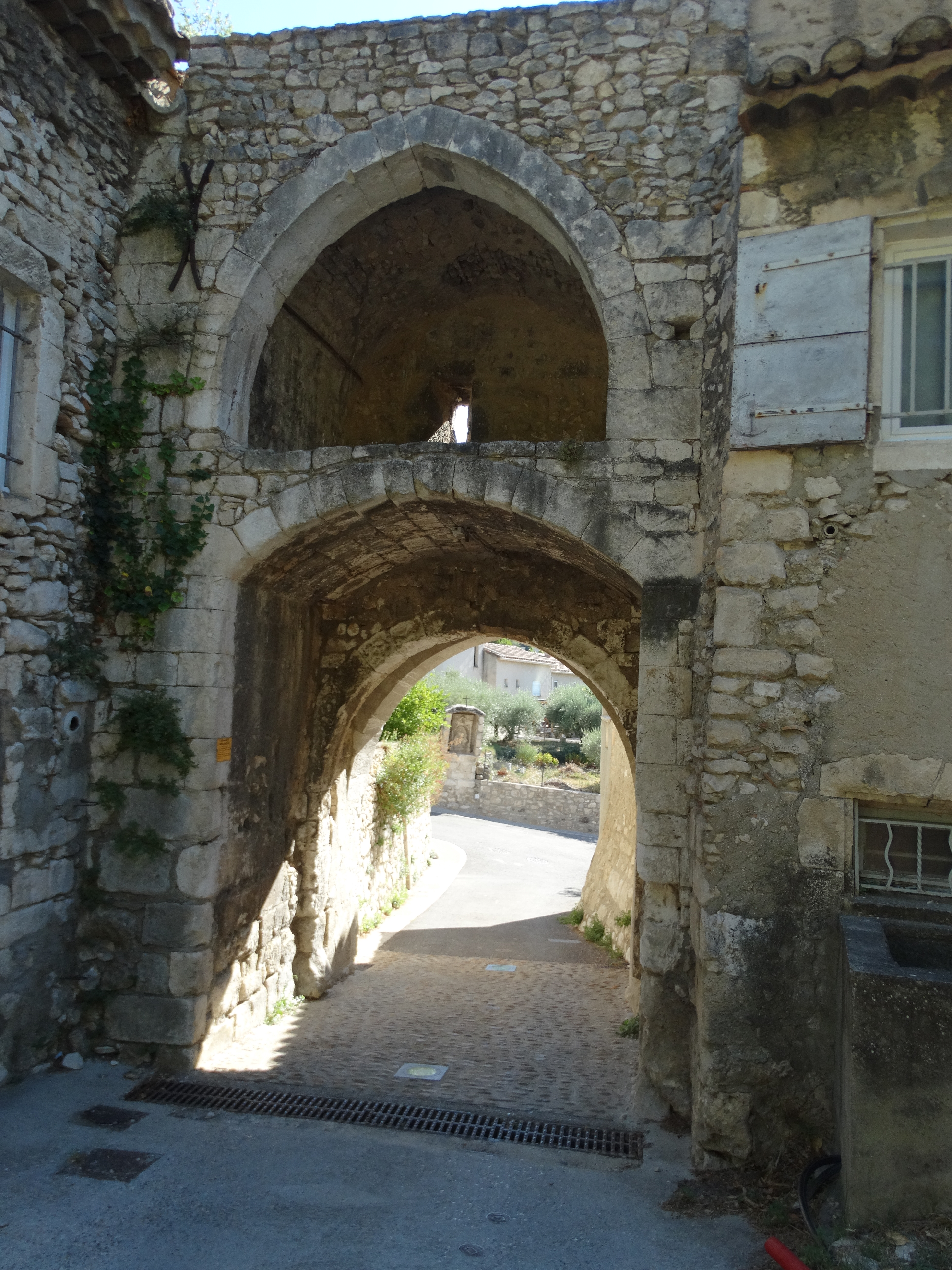
Altes Tor zur Festung